# Graças (Recife)
Graças é um bairro nobre na Zona Norte do Recife. Possui uma população estimada de 20.538 habitantes. Devido ao fato de se localizar entre os bairros de classe alta da capital do Estado de Pernambuco, apresenta um dos maiores níveis de qualidade de vida. Seu IDH em 2000, estava entre os maiores do Recife, sendo naquela época de 0,968.No mesmo ano, também foi o bairro detentor da maior taxa de alfabetização da cidade, com 98,64% da população alfabetizada, desbancando o vizinho bairro da Jaqueira.
O bairro das Graças faz limite com os bairros da Jaqueira, Tamarineira,  Rosarinho,  Aflitos, Espinheiro, Boa Vista, Derby, Madalena e Torre.
A população das Graças é vista como uma das mais integradas socialmente e uma das mais bairristas de Recife, sempre demonstrando farto orgulho de morarem no melhor bairro da América Latina. Organizações como a Associação por Amor às Graças e o famoso Café Coletivo das Graças são provas cabais do espírito solidário e carinhoso que toma conta dos corações dos gracenses.

## História

### Capunga
Parte da área que hoje constitui o bairro das Graças denominava-se Capunga, sendo dividido em Capunga Velha e Capunga Nova. 
Capunga Velha
A Capunga Velha pertencia ao sargento-mor Luís Ferreira Feio e sua mulher D. Maria Correia Monteiro. Quando, em 1837, a área foi loteada, um dos primeiros proprietários foi o francês Bernard Lassèrre, que construiu um sobrado onde depois foi a Fundição Capunga e hoje é o campus da Universidade Maurício de Nassau. Em sua propriedade foi construído um porto, denominado Porto Lassèrre, e depois uma ponte, também denominada Ponte Lassèrre. Essa ponte, destruída em 1965 por uma enchente do Rio Capibaribe, foi reconstruída, sendo, então denominada Ponte da Capunga.
Capunga Nova
O outro loteamento, denominado Capunga Nova, tinha como proprietário o bacharel baiano Antônio de Araújo Ferreira Jacobina, que o loteou em 1845. Em sua área, em 1857 foi construída uma capela em devoção a Nossa Senhora das Graças, em terreno cedido pelo tenente-coronel Francisco Carneiro Machado Rios e por sua mulher, Cândida Tereza Vilela Rios. A comunidade que se formou ao redor passou a ser denominada de Nossa Senhora das Graças da Capunga.

## Principais instituições de ensino
- Igreja Batista da Capunga
- Colégio Governador Barbosa Lima
- Colégio Vera Cruz
- Colégio Presbiteriano Mackenzie Agnes
- Colégio Marista São Luís
- Colégio Auxiliadora Recife (Rede Salesiana)
- Colégio Damas da Instrução Cristã
- Faculdade Damas da Instrução Cristã - FADIC
- Centro Universitário Maurício de Nassau - UNINASSAU
- Red House International School - Campus 1
- Instituto Capibaribe
- Espaço Cata-Vento
- Escola Encontro

## Verticalização

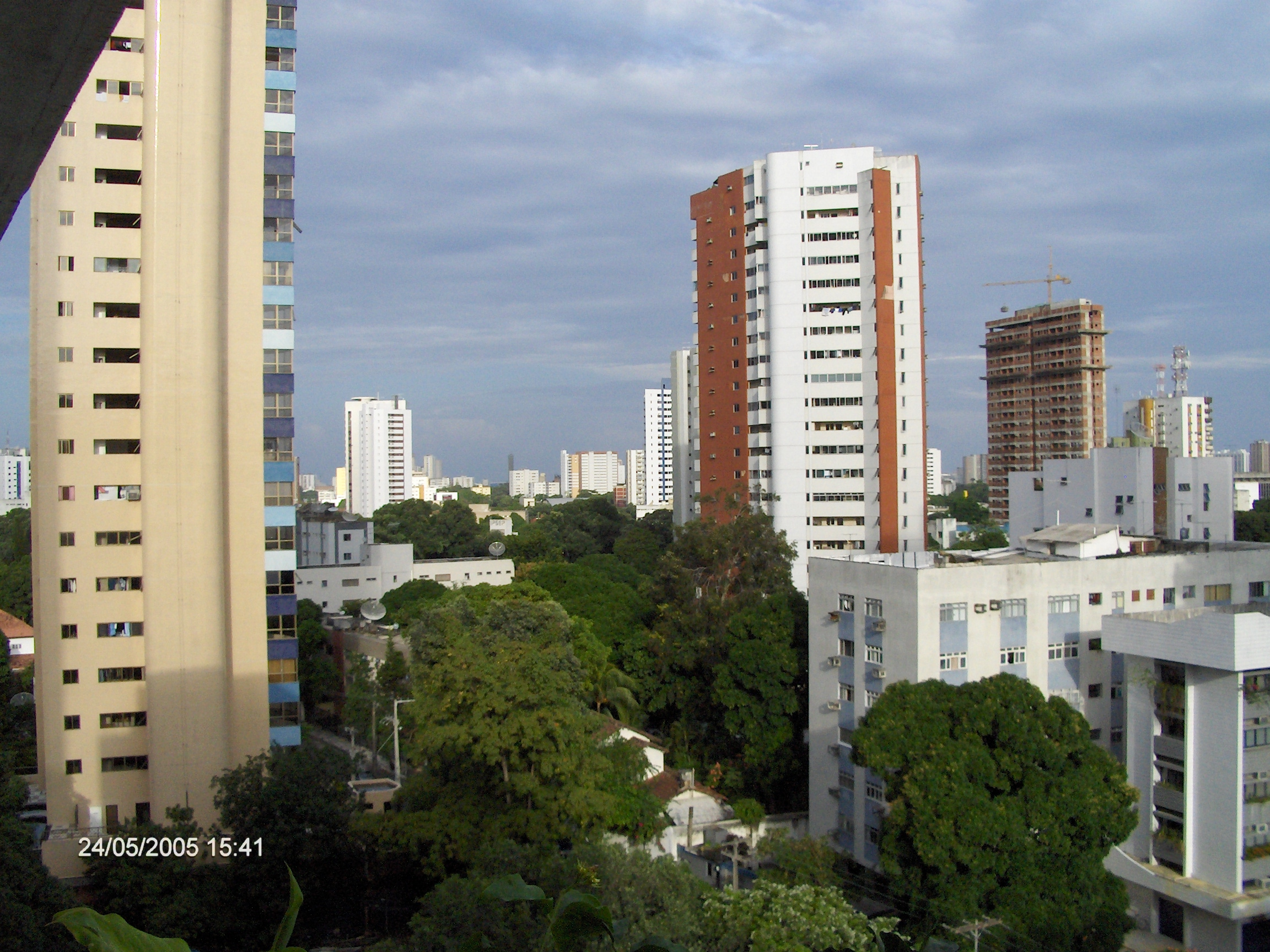
Observa-se que se trata de um bairro bastante verticalizado.

O Bairro se tornou fronteira imobiliária, devido ao alto valor de sua localização e ao poder aquisitivo de sua população, que está entre os mais altos da cidade. Hoje muitos dos antigos casarões que dominavam o bairro já não existem mais e deram lugar a edifícios de luxo e arranha-céus. Nesse bairro, localiza-se a Praça do Entroncamento, totalmente revitalizada.

## Demografia
- Localização: Microrregião: 3.21
- População por faixa etária: 0 - 4 anos: 794 ou 3,87%
- 5 - 14 anos: 1.904 ou 9,27%
- 15 - 17 anos: 838 ou 4,08%
- 18 - 24 anos - 2.608 ou 12,7%
- 25 - 59 anos - 10.648 ou 51,85%
- 60 e mais -  3.746 ou 18,23%
- População por cor ou raça: Branca - 15.748 ou 76,68%
- Preta - 492 ou 2,4%
- Parda - 4.077 ou 19,85%
- Amarela - 198 ou 0,96%

- Indígena - 21 ou 0,1%
- Taxa de alfabetização da População de 10 anos e mais: 99,2%
- Taxa Média Geométrica de Crescimento Anual da População: (2000/2010): 1,60%
- Densidade Demográfica (habitante/hectare): 143,08
- Média de moradores por domicilio (habitante/domicilio): 2,9
- Proporção de Mulheres Responsáveis pelo Domicilio: 49,18%
- Valor do Rendimento Nominal Médio Mensal dos Domicílios: R$ 9.484,01